# Чижевский, Александр Леонидович

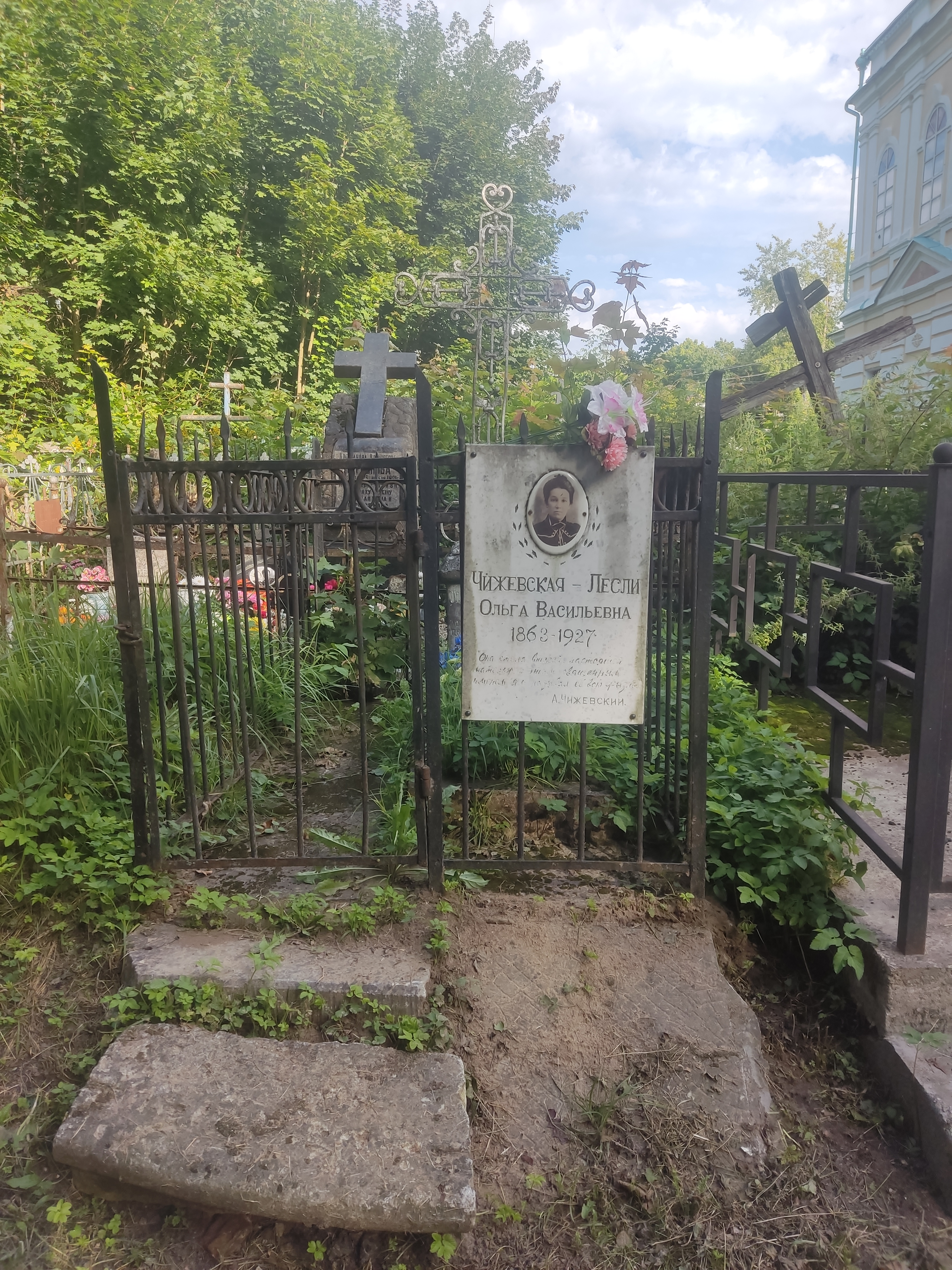
Могила Ольги Васильевны Чижевской-Лесли на Пятницком кладбище Калуги

Алекса́ндр Леони́дович Чиже́вский (26 января [7 февраля] 1897, Цехановец, Гродненская губерния, Российская империя — 20 декабря 1964, Москва, РСФСР, СССР) — советский учёный, биофизик, один из основоположников космического естествознания и космической экологии, представитель русского космизма.
Почётный президент I международного конгресса по биофизике (1939).
При жизни был снят с ряда руководящих должностей за фальсификацию результатов научных исследований, научную безграмотность и некомпетентность.

## Биография
Родился 26 января (7 февраля) 1897 года в деревне Цехановец, в семье военного-артиллериста Леонида Васильевича Чижевского (1861—1929), изобретателя командирского угломера для стрельбы с закрытых позиций и прибора для разрушения проволочных заграждений. Мать Надежда Александровна Чижевская (урождённая Невиандт) (1875—1898), была сестрой члена IV Государственной думы от Полтавской губернии К. А. Невиандта, племянницей генерал-майора, военного инженера, участника Крымской войны, заведующего Зимним дворцом А. П. Дельсаля, двоюродной сестрой российского генерала, героя I-й мировой войны П. А. Дельсаля. Она умерла, когда мальчику был 1 год и 1 месяц. Будущего учёного воспитывали тётя — родная сестра отца Ольга Васильевна Чижевская-Лесли (1863—1927) и бабушка — мать отца Елизавета Семёновна Чижевская (ур. Облачинская) (1828—1908) — внучатая племянница П. С. Нахимова.
Получил разностороннее домашнее образование (изучал иностранные языки, историю, учился музыке). В 7 лет брал уроки живописи в Парижской академии художеств у ученика знаменитого импрессиониста Э. Дега — Гюстава Нодье. Обучение начал в 1907 году в Бельской мужской гимназии (Польское царство), но в связи с назначением отца для прохождения службы в крепость Зегрж (около Сероцка) перешёл на домашнее обучение.
Среднее образование получил в Калуге в частном реальном училище Ф. М. Шахмагонова (в январе 1914 года поступил в 6-й класс частного реального и в апреле 1915 года окончил 7-й (дополнительный) класс). Хорошо знал французский, немецкий, английский, итальянский языки.
В июле 1915 года был принят действительным слушателем в Московский коммерческий институт (МКИ), а в сентябре того же года вольнослушателем в Московский археологический институт.
Ушёл добровольцем на фронт: во второй половине 1916 года и мае-сентябре 1917 года участвовал в боях в Галиции, был ранен, получил контузию и был демобилизован. Был награждён Георгиевским крестом IV степени (солдатским).
В 1917 году окончил Московский археологический институт. В мае того же года защитил диссертацию на тему «Русская лирика XVIII века» (М. В. Ломоносов), а в декабре защитил диссертацию «Эволюция физико-математических наук в древнем мире» на степень магистра всеобщей истории. В 1918 году представил на историко-филологический факультет Московского университета и защитил диссертацию на степень доктора всеобщей истории «Исследование периодичности всемирно-исторического процесса», которая спустя 6 лет была изложена в книге «Физические факторы исторического процесса». Теория Чижевского выражалась в следующем: он предположил, что циклы солнечной активности проявляют себя в биосфере, изменяя все жизненные процессы, начиная от урожайности и кончая заболеваемостью и психической настроенностью человечества. В результате, это отражается на конкретных исторических событиях — политико-экономических кризисах, войнах, восстаниях, революциях и т. п. Таким образом, А. Л. Чижевский стал доктором истории в 21 год.
После защиты диссертации с 1917 по 1922 годы состоял старшим научным сотрудником, действительным членом института и профессором (1921) Московского археологического института.
Обучался на физико-математическом (по естественно-математическому отделению) и медицинском факультетах Московского университета в качестве вольнослушателя, посещал лекции в Народном университете Шанявского.
С 1922 по 1923 годы был внештатным научным консультантом Института физики и биофизики Наркомздрава СССР, где познакомился с С. И. Вавиловым.
Был знаком с известными литераторами: Л. Н. Андреевым, А. И. Куприным, А. Н. Толстым, И. Северяниным, С. А. Есениным, В. В. Маяковским, И. А. Буниным, М. Горьким, В. Я. Брюсовым; дружил с композитором Н. П. Раковым.

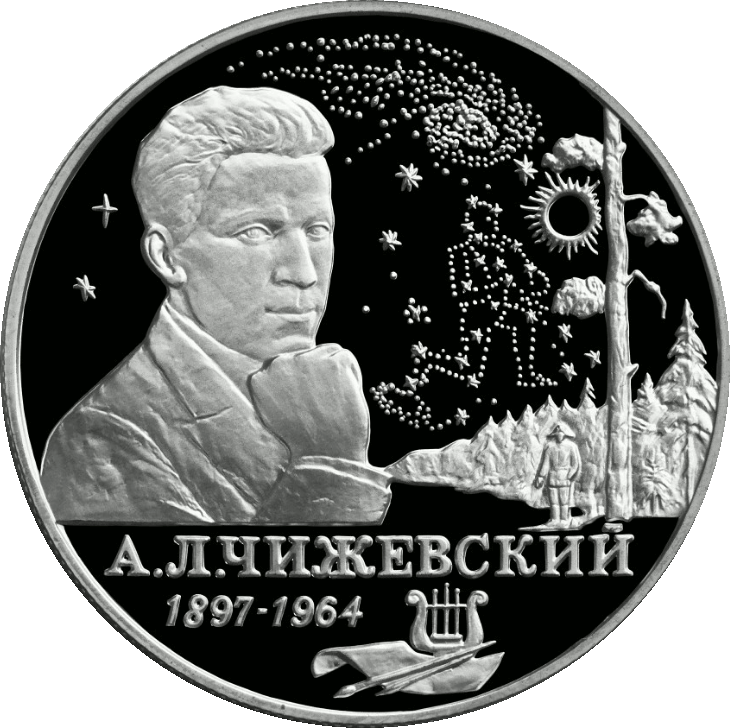
Памятная монета Банка России, посвящённая 100-летию со дня рождения А. Л. Чижевского. 2 рубля, серебро, 1997 год

С 1918 года в течение 3 лет ставил первые опыты по воздействию отрицательно ионизированного воздуха на живые организмы (аэроионификация). По утверждениям Чижевского, его опытные исследования дали чёткий результат: положительно заряженные ионы воздуха негативно влияют на живые организмы, а отрицательно заряженные, напротив, производят благотворное действие. В декабре 1921 года написал философскую работу «Основное начало мироздания. Система космоса. Проблемы». В 1924 году в 1-й Гостиполитографии в Калуге вышел один из его основных трудов по гелиобиологии и историографии «Физические факторы исторического процесса».
А. Л. Чижевский был и художником-пейзажистом. Известно, что в Калуге он написал более 100 картин, которые продавал, а средства от продажи шли на проведение научных опытов.
Преподавал в 1918—1920 годах на Калужских командных пехотных курсах (курсы красных командиров), создателем и первым начальником которых был его отец Л. В. Чижевский, в 1920—1921 годах в 4-й советской единой трудовой школе.
С детства писал стихи. В Калуге были изданы первые сборники (и единственные прижизненные) стихотворений Чижевского (1914, 1918), проект «Академия Поэзии» (1918). Следующий поэтический сборник увидел свет более чем через 20 лет после смерти ученого — в 1987 году, затем в 1992, 1996, 1998, 2013 годах. Как и в прижизненных изданиях, среди оригинальных стихотворений Чижевского есть и поэтические переводы. Например, уже в первой книге есть переводы Людвига Уланда. В начале 1920-х годов по рекомендации А. В. Луначарского он был назначен инструктором литературного отдела Наркомпроса, затем избран председателем Калужского губернского союза поэтов. Посещал литературный салон А. И. Хольмберг (внучки Л. Н. Толстого) и музыкальные вечера Т. Ф. Достоевской (внучатой племянницы Ф. М. Достоевского).
В Калуге в 1914 году близко познакомился с К. Э. Циолковским, который сыграл большую роль в становлении молодого учёного, в выработке его мировоззрения. Дружба учёных длилась более 20 лет. Циолковский поддерживал идеи младшего друга по гелиобиологии и эксперименты по аэроионификации. В свою очередь, Чижевский содействовал утверждению мирового приоритета Циолковского в области космонавтики и ракетодинамики, переиздав в 1924 году его работу «Исследование мировых пространств реактивными приборами» (под новым названием «Ракета в космическом пространстве») и разослав её зарубежным учёным и научным обществам. Чижевский помогал Циолковскому в публикации его статей в московских журналах и центральных газетах.
В марте 1926 года окончательно перебрался в Москву, но до середины 1930-х годов периодически приезжал в Калугу к родным и к Циолковскому.
С 1924 по 1931 годы состоял старшим научным сотрудником (в звании профессора) в практической лаборатории зоопсихологии Главнауки Наркомпроса РСФСР, председателем учёного совета которой был В. Л. Дуров. Здесь А. Л. Чижевский ставил опыты по биологическому и физиологическому воздействию аэроионов на животных. В 1927 году в лаборатории прошли испытания электроэффлювиальной люстры. К началу 1930-х годов имел научные связи с такими учёными, как С. А. Аррениус, Ф. Нансен, Ш. Рише, А. д’Арсонваль и др.
С февраля 1931 года А. Л. Чижевский переносит свои опыты на промышленную основу, создав в системе Птицетреста научно-исследовательскую станцию ионизации (на базе совхоза «Арженка» в г. Рассказово Тамбовской области); с января 1932 года по решению Академии сельхознаук станция, не проработав и года, перебазируется в Воронеж, в хутор Нарчук Сельскохозяйственного института, где лаборатория воссоздаётся на базе Птицеводческого института.
В 1931 году учёный возглавил созданную при поддержке наркома земледелия Я. А. Яковлева в НИИ животноводства (ВИЖ) ВАСХНИЛ Центральную научно-исследовательскую лабораторию ионификации (ЦНИЛИ, Воронеж), в дальнейшем были учреждены 7 филиалов. В исследованиях ЦНИЛИ участвовало 50 научных сотрудников, её труды (1933, 1934 годы), вышедшие в Воронеже, составили 2 тома (1-й и 3-й, «Проблемы ионификации»).
По итогам работы станции ионизации рассматривался вопрос применения методов на производстве и в быту советских людей. Опыты были раскритикованы, в январе 1933 года Наркомзем запретил издание и распространение работ под редакцией Чижевского, в июле 1936 года ЦНИЛИ распустили.
В конце 1938 года А. Л. Чижевский был вновь приглашён на работу в качестве научного руководителя по аэроионификации Дворца Советов. В 1939—1941 годах возглавил 2 лаборатории по аэроионификации (одна — на кафедре общей и экспериментальной гигиены в 3 Московском государственном медицинском институте, другая — в Ленинградском государственном педагогическом институте) при Управлении строительства Дворца Советов Совнаркома СССР.
В 1941 году, в начале Великой Отечественной войны, А. Л. Чижевский вместе с семьёй убыл в Челябинск, где 22 января 1942 года был арестован, а 20 марта 1943 года был осуждён Особым совещанием при НКВД СССР по статье 58, пункту 10 (призывы к освобождению от гнёта советской власти). Он отбывал 8 лет заключения в Ивдельлаге, затем в Подмосковье (Кучино, Центральная радиолаборатория НКВД), в Казахстане (Карлаг, Луглаг, Степлаг).
И в лагере А. Л. Чижевский продолжал заниматься наукой, поэзией и живописью. За эти годы им было написано более 100 стихотворений. В Карлаге Чижевскому разрешили создать кабинет аэроионификации, заниматься электрическими проблемами крови.
После освобождения в январе 1950 года отправлен на поселение в Караганду (Казахская ССР), в июне 1954 года освобождён от поселения. Продолжил жить в Караганде, где работал консультантом по вопросам аэроионотерапии и заведовал лабораторией структурного анализа крови и динамической гематологии Карагандинской областной клинической больницы, лаборатории Карагандинской областной станции переливания крови. До 1955 года руководил клинической лабораторией Карагандинского областного онкологического диспансера, был научным консультантом в Карагандинском научно-исследовательском угольном институте.
Вернувшись в Москву, А. Л. Чижевский с 1958 по 1961 годы работал в «Союзсантехнике»: в 1958—1960 годах (Государственная союзная техническая контора) — консультантом по вопросам аэроионотерапии и научным руководителем лаборатории; в 1960—1961 годах (научно-исследовательская лаборатория по ионизации и кондиционированию воздуха) — зам. начальника в области аэроионизации. В этот период Чижевский опубликовал труды по аэроионификации и структурному анализу движущейся крови, над которыми работал в Карлаге и Караганде.
13 сентября 1962 года А. Л. Чижевский был полностью реабилитирован.

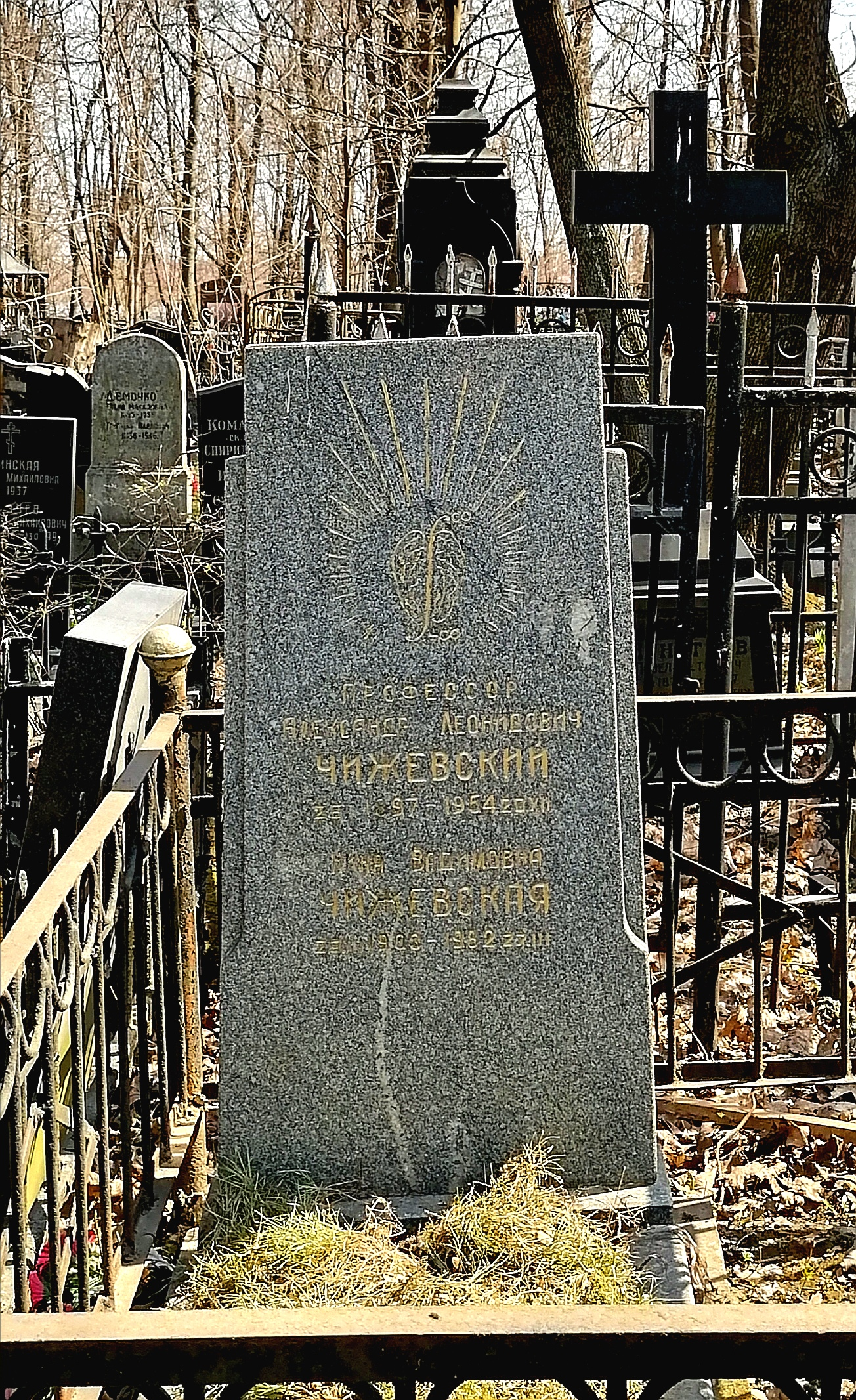
Могила на Пятницком кладбище

В последние годы жизни работал над воспоминаниями о годах дружбы с К. Э. Циолковским. В начале 1960-х годов несколько раз бывал в Калуге у дочери Циолковского — Марии Константиновны Циолковской-Костиной, — вёл с ней переписку.
Умер в 1964 году. Похоронен на Пятницком кладбище в Москве (8 уч.).

## Семья
Первой женой была Ирина Александровна Чижевская (ур. Самсонова).
От этого брака у него была дочь Кускова (ур. Чижевская) Ирина Александровна (8 марта 1929—1959), которая работала художником-прорисовщиком (декоратором) в «Союзмультфильме».
Внук А. Л. Чижевского — сын И. А. Кусковой и И. С. Кускова — Сергей Иванович Кусков (1956—2008) — известный российский куратор и арт-критик.
Второй женой Чижевского в 1931 году стала секретарь Уголка Дурова Рощина Татьяна Сергеевна (1900—1964).
А. Л. Чижевский удочерил её ребёнка от первого брака Марину (1922—1996), совместных детей в этом браке не было. Официально развелись в 1951 году.
Третья жена — Анна Михайловна Таранец.
О ней ничего не известно, кроме одной записи, на которую наталкиваются почти все исследователи творчества Александра Леонидовича, работающие с его архивом в архиве Российской академии наук (переписка по жилищно-бытовым вопросам «Справка-заявление о квартире» от 1 февраля 1960 г.): «Прошу о предоставлении мне с семьёй отдельной квартиры в три комнаты в одном из центральных районах Москвы». Эта справка-анкета из 8 пунктов, в пункте 5 написано: «Имею отдельную двухкомнатную квартиру 55 м² в городе Караганде, где пока проживает моя жена и находятся научный архив, рукописи и библиотека». В ответе на пункт 6 (очевидно семейное положение) значится: «Я и жена Таранец Анна Михайловна 48 лет».
Последняя жена — Чижевская (ур. Энгельгардт) Нина Вадимовна (1903—1982). Происходила из дворянского рода Энгельгардтов, её брат — Энгельгардт, Борис Вадимович. В 1924 году была арестована при попытке нелегально покинуть СССР. В ссылке в Казахстане познакомилась с Чижевским и стала его женой.
Все родственники Чижевского давно живут в Москве, в частности его племянницы — Ольга Васильевна и Елена Васильевна Арефьевы и двоюродная сестра Александра Ирина Аркадьевна.

## Адреса
Основные адреса проживания:

### Калуга
- улица Ивановская, 43 (ныне — ул. Московская, 62)[17]

1913—1929 годы
- Дом отца учёного Л. В. Чижевского, в котором Александр Леонидович жил и работал более 15-и лет (1913—1929), здесь он проводил первые наблюдения по гелиобиологии и опыты по аэроионификации. Чижевские жили на 2-м этаже дома, а на 1-м этаже находились учебные заведения.

### Москва
- Тверской бульвар, 8

1926—1941 годы
Чижевский в 1926 году получил комнату в 6 м² (кв. 4), несколько позже её заменили на большую — в 8 м² (кв. 2), где и жил до 1931 года. После постановления Совнаркома СССР «О работе профессора Чижевского», в котором одобрялись эксперименты учёного по аэроионификации и ему были улучшены и жилищные условия: он переселяется в отдельную квартиру (коммунальную квартиру перегородили и там были «три хороших комнаты», коридор, переднюю и уборную, а кухня была общей с коммунальной квартирой) (кв. 6, 3-й этаж).
- Ново-Останкинский переулок, 4б (ныне — Звездный бульвар, 12, корп. 1), кв. 8.

1962—1964 годы
В 1962 году Александр Леонидович и Нина Вадимовна Чижевские получают маленькую однокомнатную квартиру.
Челябинск
- улица Цвиллинга, 36

1941—1942 годы
Проживал в 2-х комнатах коммунальной квартиры после отъезда в Челябинск.
Караганда
- улица Ленина, 17

1950—1958 годы
А. Л. и Н. В. Чижевские проживали в 2-х комнатной квартире (№ 8).

## Научная деятельность
Изучал влияние космических физических факторов на процессы в живой природе, в частности, влияние циклов активности Солнца на явления в биосфере, в том числе на социально-исторические процессы, применил искусственную аэроионизацию (люстра Чижевского) в медицине, сельском хозяйстве (животноводство и растениеводство), промышленности и др. отраслях народного хозяйства.
Научная деятельность Александра Леонидовича не раз подвергалась сомнению. Одним из непримиримых оппонентов Чижевского являлся академик ВАСХНИЛ Б. М. Завадовский, который неоднократно высказывал нелестное мнение о Чижевском и его работах. Профессор К. А. Тимирязев, специалист по физиологии растений и крупный исследователь фотосинтеза, так отозвался о диссертации Чижевского: «Большего бреда трудно себе представить!».
В 1936 году Чижевского отстранили от занимаемой должности:

О снятии с работы директора центральной лаборатории по ионификации А. Л. Чижевского

Приказ по Народному комиссариату земледелия Союза ССР
С 1931 года директору Центральной лаборатории по ионификации А. Л. Чижевскому Наркомземом СССР была создана, путём выделения самостоятельной лаборатории и полного Финансирования, широкая возможность организовать научно-исследовательскую работу по применению ионизации воздуха для повышения продуктивности животноводства.
На основании нескольких авторитетных научных экспертиз и проверкой Наркомзема СССР установлено, что: утверждение А. Л. Чижевского о том, что он добился положительного действия ионизации на развитие животных и увеличение выхода продукции, не подтвердилось; выводы о результатах работ лаборатории делались А. Л. Чижевским вне соответствия с экспериментальными данными самой лаборатории.
Кроме этого, А. Л. Чижевский, делая перевод письма сенатора Рид Смута на имя лаборантки Саранадской лаборатории в Нью-Йорке Андерсен Альчер и представляя этот перевод в правительственные органы допустил прямую недобросовестность, прибавив к английскому тексту от себя следующую отсутствующую в подлиннике фразу: «Цель её поездки — посещение научной лаборатории проф. Чижевского в Москве и передача ему приглашения для работы в САСШ».
На основании всего вышеизложенного приказываю:

А. Л. Чижевского снять с работы директора Центральной лаборатории по ионификации НКЗ СССР.

Народный комиссар земледелия Союза ССР М. Чернов.

5 июля 1936 года.
— «Правда» от 8 июля 1936 года
Комиссия Совнаркома в апреле 1940 года отклонила предложения Чижевского об организации специальной лаборатории ионификации, указав в формулировке многочисленные претензии его к компетентности и научной добросовестности. В частности, при обсуждении этих вопросов в комиссии А. Л. Чижевский сам признал, что не обладает знаниями физики.
Лаборатории ЦНИЛИ были лишены основной части финансирования и в дальнейшем закрыты. Академик А. Ф. Иоффе изложил следующее мнение в отчёте проверяющей комиссии 28 мая 1940 года:

Подробное обследование лаборатории проф. Чижевского в Воронеже и связанных с ним лабораторий в Москве и Ленинграде с несомненностью выявило: 1) что все рекламные заявления о практических результатах аэроионизации на курах, свиньях и т. д. основаны на сознательной или бессознательной подтасовке фактов, давших отрицательный результат; 2) что самый вопрос о влиянии ионизированного воздуха на организм ещё должен быть подвергнут научному физико-биологическому исследованию; 3) что таким образом не существовало ещё той исходной научной базы, на которой можно строить практические выводы.
Далее выяснилось, что проф. Чижевский не обладает ни знанием физики, ни знанием основ биологии, вследствие чего его руководство лабораторией ведёт к совершенно неправильной постановке опытов, заранее обеспечивающей их результаты.
В общественном отношении проф. Чижевский является фигурой, позорящей среду советских учёных. Беззастенчивая самореклама, безграмотность и научная недобросовестность, присвоение чужих достижений, хлестаковщина — вот черты, определяющие карьеру проф. Чижевского.
Бессмысленная и идеологически вредная «теория» о том, что революции, эпидемии людей и животных, народные движения определяются солнечными пятнами, создали проф. Чижевскому незавидную известность в реакционных кругах Франции, где он печатал эти свои «исследования».
Наряду с этими возмутительными и вредными чертами «научной» деятельности проф. Чижевского, комиссия не могла обнаружить ни одного полезного результата или даже надежды на успешный результат работ лаборатории проф. Чижевского.
Поэтому я считаю совершенно правильным предложение комиссии об устранении проф. Чижевского от научного руководства, о закрытии практических опытов с нулевым результатом и о сосредоточении работ по воздействию ионов на организм в биологических лабораториях с серьёзным научным руководством.
Академик А. Ф. Иоффе. 28 мая 1940 г.

По данным сохранившимся в РГАЭ хранятся материалы комиссии под руководством академика А. Ф. Иоффе. Её выводы были таковы: «предложения гр. Чижевского об организации специальной лаборатории ионификации необходимо отклонить», и он безграмотен, некомпетентен, позорит советских ученых. Итогом предыдущего заседания стала полная дискредитация А. Л. Чижевского как ученого и к прекращению «дальнейшего печатания и распространения трудов, изданных под редакцией А. Л. Чижевского».
Согласно утверждениям самого Чижевского в его мемуарах «Годы и люди», положительно к его работе относились ученые Н. К. Кольцов, П. П. Лазарев, Ю. В. Вульф, А. О. Бачинский, а также А. В. Луначарский.

### Миф оСталинской премииА. Л. Чижевскому
В архиве учёного (Архив РАН. Фонд 1703, опись 1) есть такой факт: 7 томов трудов учёного — трёхтомник А. Л. Чижевского «Аэроионы» (1937—1939) и четырёхтомник А. Л. Чижевского, Л. Л. Васильева и др. «Аэроионификация как гигиенический фактор» (1939—1940)) были «представлены на соискание премии им. И. В. Сталина перед началом войны» [дело 51, лл. 89, 107]. Однако, последующие Великая Отечественная война и арест учёного помешали ему стать лауреатом.
Позднее Карагандинский научно-исследовательский институт хотел представить А. Л. Чижевского за его работу «Электростатическое распыление лакокрасочных материалов и окраска изделий в электрическом поле» на соискание Ленинской премии, о чём учёный рассказал на «Круглом столе» в газете «Комсомолец Караганды» (1 января 1958). О результатах соискательства ничего не известно: видимо, премия так и не была присуждена.
К путанице приводит тот факт, что в 1943 году Сталинская премия в области науки «За многолетние выдающиеся работы в области науки и техники» была присуждена однофамильцу А. Л. Чижевского: металлургу и коксохимику, академику АН СССР Николаю Прокопьевичу Чижевскому.

## Искусство
Основной поэтический пласт был создан учёным в 1940-е годы на Урале, в заключении. При жизни издал 2 сборника стихотворений (1915 и 1919 годы) и проект «Академии Поэзии» (1919 год). После его смерти вышли ещё 4 поэтических сборника. Однако большинство стихотворений ещё не опубликованы.
Чижевский создал около 2000 живописных произведений (в основном пейзажи). Большинство из сохранившихся работ (около 300) — акварели 1940—1950-х годов (периода лагерей и ссылки). Все выставки художественных произведений учёного, в том числе и персональные, были посмертными и проходили в Москве и Подмосковье, Караганде, Калуге.

## Фильмография
Фильмы с участием А. Л. Чижевского
- «Ионизация: Открытие проф. А. Л. Чижевского» (1931) (Союзкинохроника, оператор Г. Звенигородский)

Фильмы про А. Л. Чижевского
- Солнечный пленник. (1989) (Центрнаучфильм, режиссёр Л. Цветкова)
- Тайны времени: А. Л. Чижевский

## Память

Памятник Чижевскому в Калуге

- В 1996 году А. Л. Чижевскому присвоено звание «Почётный гражданин г. Калуги»[24]
- В конце 1960-х — 1970-х годах в Москве проводились Чтения памяти А. Л. Чижевского «Солнце, электричество, жизнь».
- В 1972 году на доме в Калуге (ул. Московская, 62/71), в котором Александр Леонидович жил и работал почти 15 лет[25], установлена мемориальная доска. В 2000 году в этом доме открыт научно-мемориальный и культурный центр А. Л. Чижевского. В 2010 году после капитального ремонта и восстановления здания открыт дом-музей учёного, создана новая экспозиция[26]. представленная личными вещами и документами, сохранёнными и переданными Л. В. Головановым.
- В 1978 году астроном Н. С. Черных назвал именем А. Л. Чижевского один из открытых им астероидов (3113) Чижевский.
- В 1989 году в Калужском государственном университете им. К. Э. Циолковского открыт кабинет-музей памяти учёного[27].
- В 1980 году открыта экспозиция, посвящённая А. Л. Чижевскому в Тамбовском музее истории медицины[28].
- В 1990 году в Караганде часть ул. Танкистов переименована в улицу Чижевского[29].
- С 1991 года в Калуге ежегодно проводятся научные молодёжные Чтения памяти А. Л. Чижевского.
- В 1995 году учреждена Лазерная Академия наук (ЛАН) им. А. Л. Чижевского.
- С 1996 года Правительством Калужской области ежегодно присуждаются премии и стипендии его имени для учащихся, студентов и аспирантов.
- С 1997 года ЛАН ежегодно присуждаются учёным премии и медали им. А. Л. Чижевского.
- В 1997 году ЦентроБанк РФ выпустил серебряную монету номиналом 2 рубля, посвящённую 100-летию со дня рождения Чижевского[30].
- В 1997 году часть ул. Огарева в Калуге переименована в ул. Чижевского[31].
- 7 февраля 2010 года после реконструкции Дом-музей А. Л. Чижевского в Калуге открылся в составе ГМИК имени К. Э. Циолковского. Заведующая Домом-музеем А. Л. Чижевского — заслуженный работник культуры России Людмила Теобальдовна Энгельгардт.[32]
- В 2011 году Аэрофлот ввёл в эксплуатацию самолёт А320 № VQ-BKS производства компании Airbus, которому присвоил имя Александр Чижевский.
- 20 декабря 2012 года у здания Калужского государственного педагогического университета имени К. Э. Циолковского установлен памятник А. Л. Чижевскому[33].
- В ноябре 2013 года учреждена Международная медаль А. Л. Чижевского, которая ежегодно вручается в Бельгии молодым ученым во время Международной недели космической погоды.
- 31 мая 2019 года в Караганде (Республика Казахстан) на доме, где с 1950 по 1958 гг. жил в ссылке А. Л. Чижевский (улица Ленина, дом 17), установлена мемориальная доска.